# C'est chic
Albums de Chic
Chic
(1977) Risqué
(1979)
Singles
1. Le Freak
Sortie : 21 septembre 1978
2. I Want Your Love
Sortie : 29 janvier 1979

C'est chic, typographié C'est Chic, est le second album du groupe de disco-funk américain Chic. Il est sorti le 11 août 1978 chez Atlantic Records.
L'album contient les singles Le Freak — qui s'est classé à la 1re place des classements américains Hot 100, Hot Soul Songs, et Disco Action en octobre 1978 — et I Want Your Love.

## Sortie
L'album est sorti le 11 août 1978 en LP 33 tours et en cassette, ainsi qu'en cartouche 8 pistes aux États-Unis. La version européenne de l'album s'intitulait à l'origine Très Chic, avec une liste de titres différente et une pochette représentant une femme enroulée autour d'un tube néon. Elle a été retirée et remplacée la même année par la version standard C'est Chic.
C'est Chic est sorti pour la première fois en disque compact en 1990. L'album a été remastérisé numériquement et réédité par Warner Music Japan en 2011.
Le 23 novembre 2018, l'album a été réédite et remastérisé en vinyle 180 grammes par Atlantic Records.

## Réception

### Accueil critique
L'album fait partie de l'ouvrage de référence Les 1001 albums qu'il faut avoir écoutés dans sa vie. 

### Accueil commercial
Aux États-Unis, C'est Chic a atteint la 4e place du palmarès Billboard 200 et a dominé le top R&B pendant onze semaines. C'est Chic a été nommé l'album R&B de l'année 1979 par le magazine Billboard. L'album a été certifié disque de platine par la RIAA, avec la vente de plus d' un million d'exemplaires.
Au Royaume-Uni, l'album a atteint la 2e place du UK Singles Chart et a été certifié disque d'or par le British Phonographic Industry.
En France, l'album a été certifié disque d'or en 1979 par le Syndicat national de l’édition phonographique et audiovisuelle (SNEPA).

## Liste des titres
Toutes les chansons sont écrites et composées par Bernard Edwards et Nile Rodgers..
| No  | Titre             | Durée |
| --- | ----------------- | ----- |
| A1. | Chic Cheer        | 4:42  |
| A2. | Le Freak          | 5:23  |
| A3. | Savoir Faire      | 5:01  |
| A4. | Happy Man         | 4:17  |
| B1. | I Want Your Love  | 6:45  |
| B2. | At Last I Am Free | 7:08  |
| B3. | Sometimes You Win | 4:26  |
| B4. | (Funny) Bone      | 3:41  |

## Crédits
| Musiciens - Alfa Anderson : voix principale (A2, B1, B2, B3) - Diva Gray : voix principale (A2) - David Lasley : voix - Luci Martin : voix - Luther Vandross : voix - Bernard Edwards : voix, basse - Nile Rodgers : guitare, voix - Tony Thompson : batterie - Robert Sabino : clavinet, piano, synthétiseur - Andy Schwartz : clavinet, piano, synthétiseur - Raymond Jones : piano - Sammy Figueroa : percussions - Jose Rossy : carillon tubulaire - Marianne Carroll : cordes frottées - Cheryl Hong : cordes frottées - Karen Milne : cordes frottées - Jon Faddis : trompette - Ellen Seeling : trompette - Alex Foster : saxophone - Jean Fineberg : saxophone - Barry Rodgers : trombone | Production - Bernard Edwards – réalisateur pour Chic Organization Ltd. - Nile Rodgers – réalisateur pour Chic Organization Ltd. - Marc Kreiner, Tom Cossie – réalisateurs associés - Bob Clearmountain – ingénieur du son - Burt Szerlip – ingénieur du son - Jeff Hendrickson – ingénieur du son adjoint - Ray Willard en tant que « Positively No Way Ray (Willard?) » – ingénieur du son adjoint - Bob Defrin – direction artistique - Joel Brodsky – photographie - Toutes les chansons sont enregistrées et mixées au studio Power Station à New York. Masterisé aux Atlantic Studios, N.Y. |

## Classements et certifications
| Classement (1978-79)                | Meilleure position |
| ----------------------------------- | ------------------ |
| Allemagne (Media Control AG)        | 10                 |
| Australie (Kent Music Report)       | 18                 |
| Autriche (Ö3 Austria Top 40)        | 21                 |
| Canada (RPM Top Albums)             | 5                  |
| États-Unis (Billboard 200)          | 4                  |
| États-Unis (Top R&B/Hip-Hop Albums) | 1                  |
| Norvège (VG-lista)                  | 20                 |
| Pays-Bas (Mega Album Top 100)       | 9                  |
| Royaume-Uni (UK Albums Chart)       | 2                  |
| Suède (Sverigetopplistan)           | 16                 |

| Classement (1979)              | Rank |
| ------------------------------ | ---- |
| Canada (RPM Top Albums)        | 31   |
| États-Unis (Billboard Hot 100) | 30   |
| Pays-Bas (Single Top 100)      | 48   |

### Certifications
| Région                                                                                                 | Certification | Ventes/Streams |
| --- | ------------- | -------------- |
| Canada (Music Canada)                                                                                  | Platine       | 100 000^       |
| États-Unis (RIAA)                                                                                      | Platine       | 1 000 000^     |
| France (SNEPA)                                                                                         | Or            | 100 000*       |
| Hong Kong (IFPI)                                                                                       | Or            | 10 000*        |
| Royaume-Uni (BPI)                                                                                      | Or            | 100 000^       |
| *Ventes selon la certification ^Mise en rayon selon la certification xNon précisé par la certification |               |                |